# 베로니카 크랩트리 부인
베로니카 크랩트리 부인(Ms. Veronica Crabtree, 시리즈에서는 크랩트리 부인으로 알려져 있다.)는 유명한 성인만화인 《사우스 파크》시리즈에 나오는 가상의 등장인물이다. 그녀의 목소리는 메리 케이 버그만이 1~3시즌까지 연기했고, 엘리자 쉰들러가 4~8 시즌까지 연기하였다.

## 사우스 파크 스토리에서 역할
베로니카 크랩트리는 학교 버스 운전사이다. 그녀는 과대 망상증에 시달리는것처럼 보이며, 또는 어쨌든 정신적으로 불안한 것처럼 보인다. 그녀의 머리위에는 새가 살며, 항상 "앉고 입닥쳐!"라고 소리친다.
하지만 시즌8 13화 살해당해서 더 이상 나오지 않는다